# Hydroptila grucheti
Hydroptila grucheti är en nattsländeart som beskrevs av G. Marlier 1982. Hydroptila grucheti ingår i släktet Hydroptila och familjen smånattsländor. Inga underarter finns listade i Catalogue of Life.